# Adem in, Adem uit
Adem in, Adem uit is een Nederlandse komische misdaadserie die in 2021 werd uitgezonden door Net5. De serie gaat over twee buurvrouwen, een lifestylecoach (Bracha van Doesburgh) en een slager (Jelka van Houten) die vriendschap zoeken dat gruwelijk helemaal uit de hand loopt.

## Rolverdeling
- Bracha van Doesburgh als Kim
- Jelka van Houten als Jolanda
- Waldemar Torenstra als Sven
- Teun Stokkel als Luuk
- Imanuelle Grives als Adinda
- Bart Klever als Janco
- Genelva Krind als	Jane
- Rick Nicolet als moeder van Jolanda
- Richelle Plantinga als Cheyenne
- Sol Vinken als Karst
- Marie-Louise Stheins als Elsbeth
- Zoë Love Smith als Tara
- Abdelkarim El Baz als	Dries
- Elisa van Riessen	als Joke
- Tarik Moree als Berend
- Matteo van der Grijn als Arie
- Astrid van Eck als Marlies
- Steef Cuijpers als Edo
- Juliette van Ardenne als Coby

## Afleveringen
| Afl.          | Titel             | Uitzenddatum Net5 |
| ------------- | ----------------- | ----------------- |
| Aflevering 1  | Housewarming      | 21 september 2021 |
| Aflevering 2  | Ossenstaartsoep   | 28 september 2021 |
| Aflevering 3  | Space cake        | 5 oktober 2021    |
| Aflevering 4  | Kooravond         | 12 oktober 2021   |
| Aflevering 5  | Chantage          | 19 oktober 2021   |
| Aflevering 6  | Klaarkomen        | 26 oktober 2021   |
| Aflevering 7  | Familiediner      | 2 november 2021   |
| Aflevering 8  | Handel            | 9 november 2021   |
| Aflevering 9  | Familieopstelling | 16 november 2021  |
| Aflevering 10 | Confrontatie      | 23 november 2021  |